# Pivovarská voda

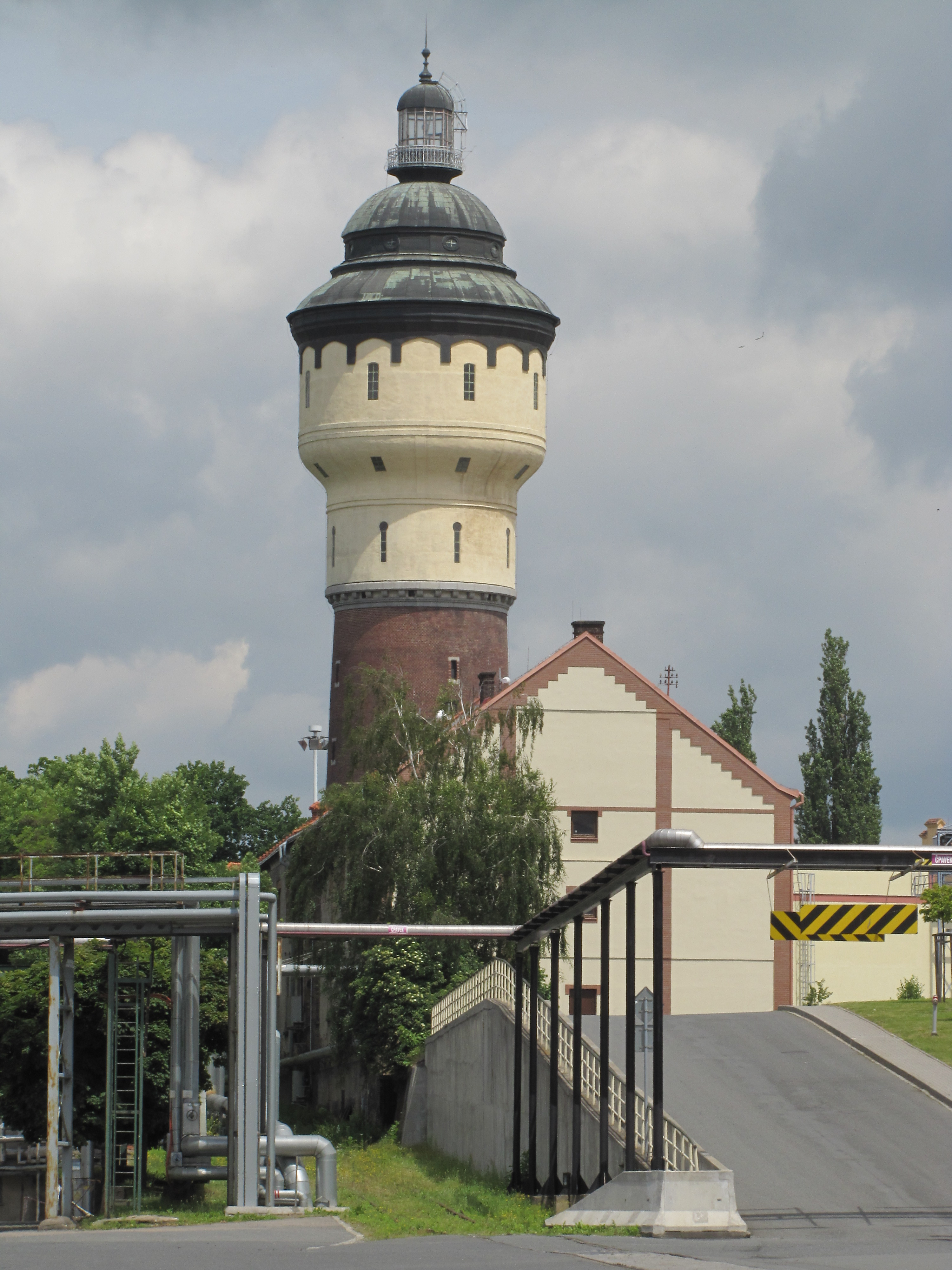
Vodárenská věž v Plzeňském Prazdroji

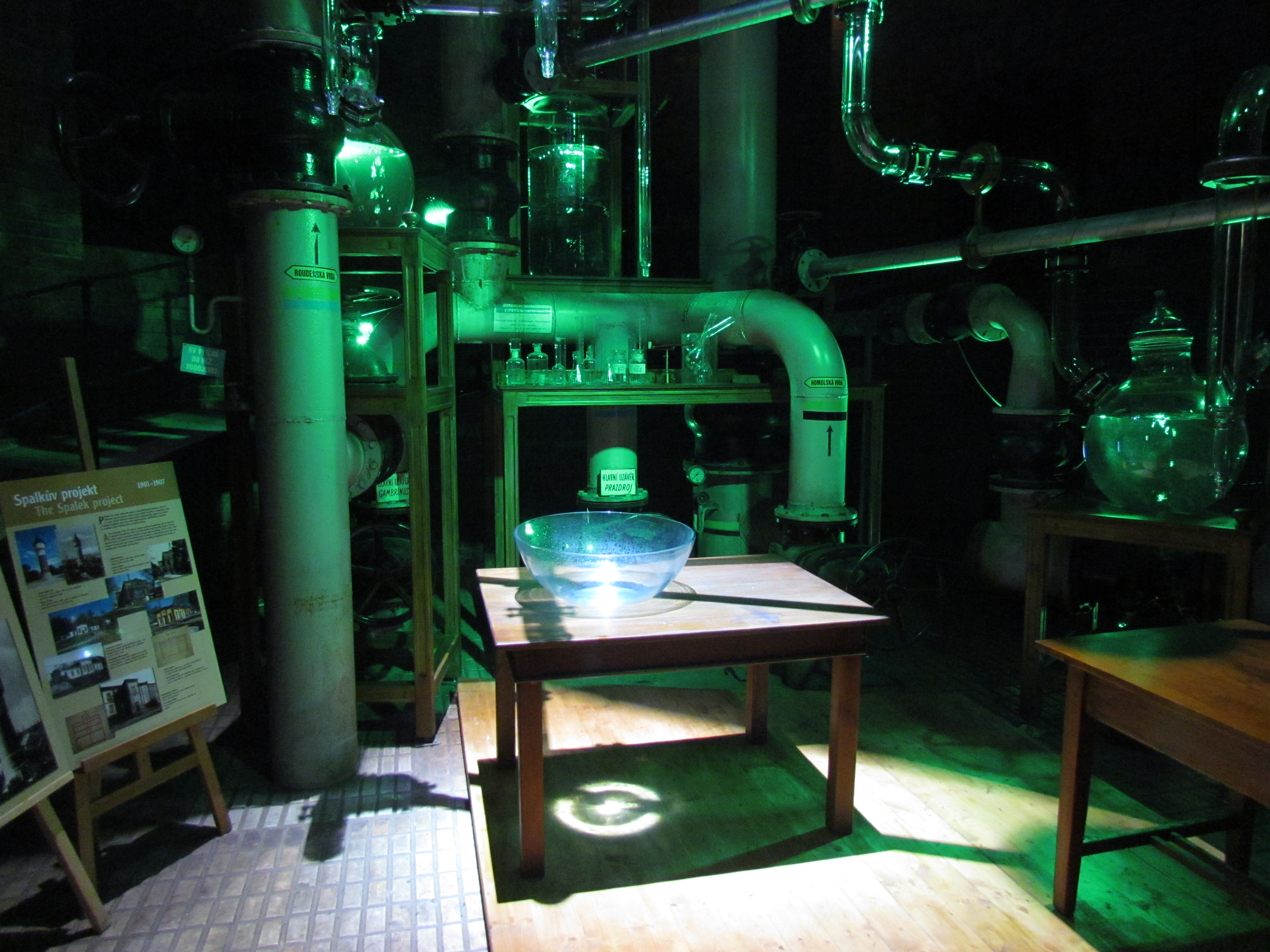
Interiér vodárenské věže

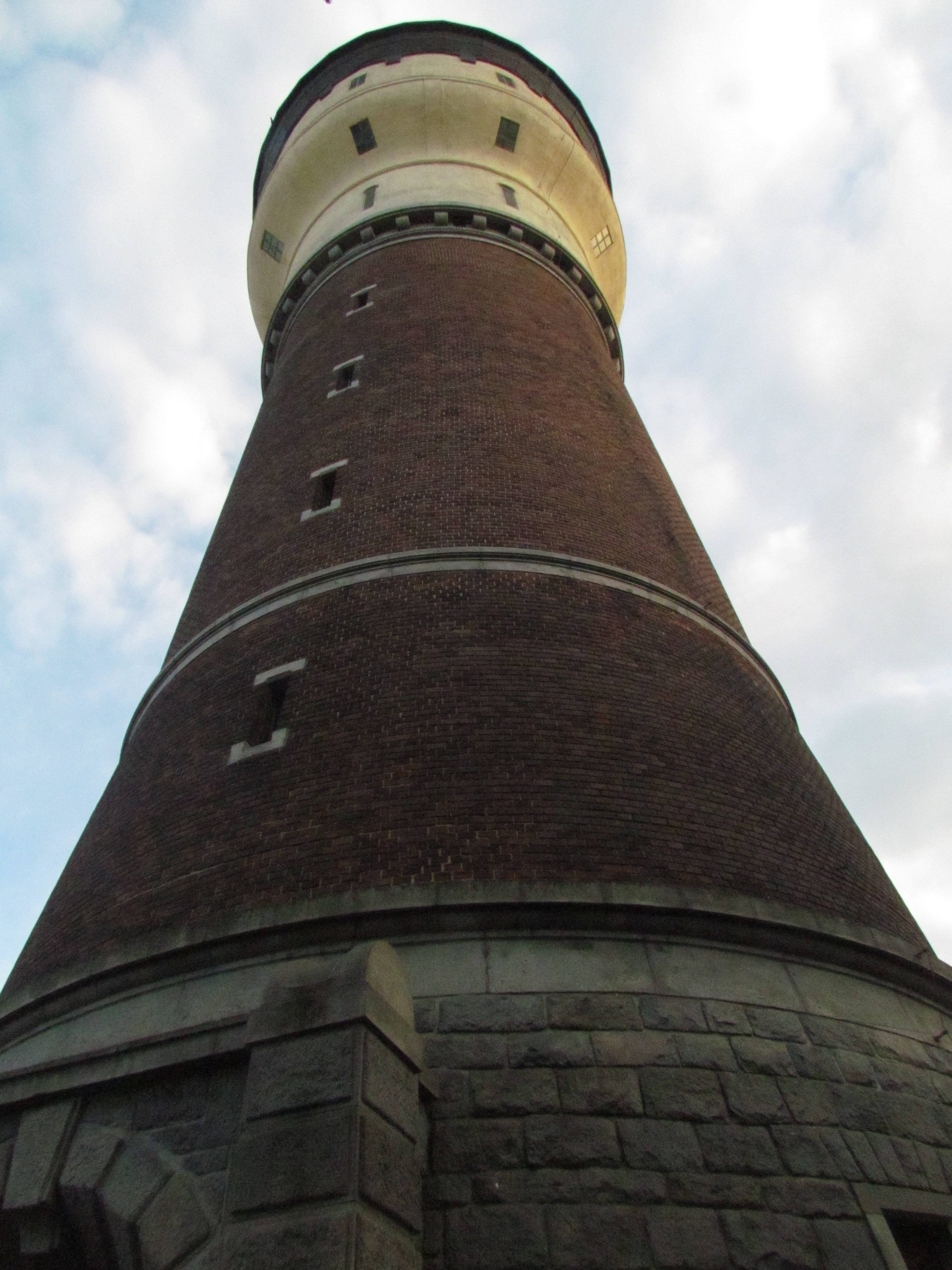
Detail vodárenské věže

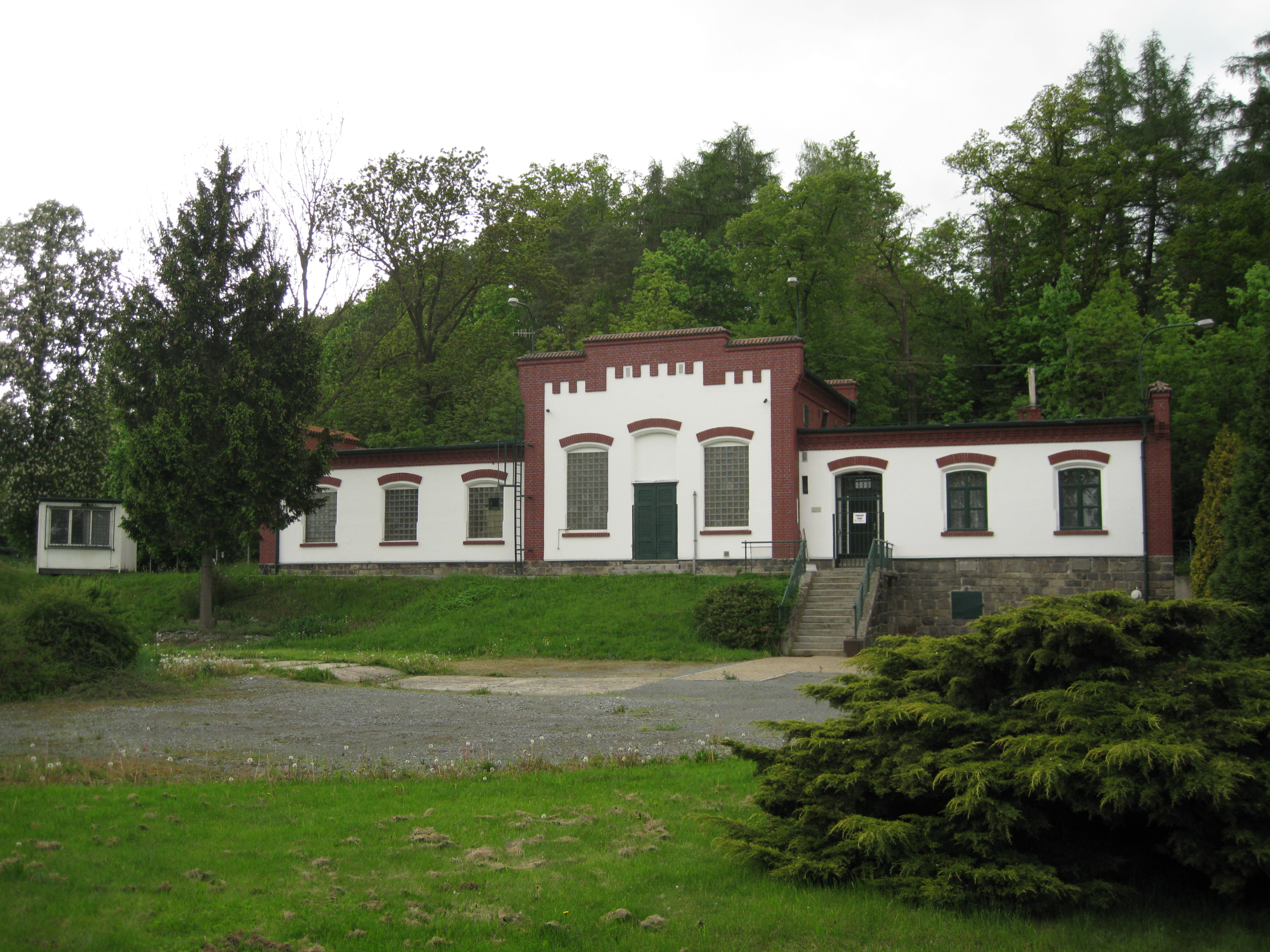
Pivovarské studny Plzeňského Prazdroje na Roudné

Pivovarská voda je spolu se sladem, chmelem a kvasinkami základní surovinou pro výrobu piva, neboť jej tvoří z 75 až 80 % hmotnostních. Obecně lze vodu využívanou v pivovarnictví dělit na vodu varní, provozní a v neposlední řadě i vodu odpadní. S tímto dělením souvisí i požadavky kladené na konkrétní typ vody, přičemž nejvyšší požadavky jsou kladeny na varní vodu, která představuje přibližně 10 až 20 % z celkového objemu spotřebované vody v pivovaře a na vodu kotelní (pro výrobu páry), představující přibližně 5 % spotřebované vody. V současné výrobní praxi se však spíše využívá jedna voda splňující požadavky pitné vody pro všechny účely, ke kterým je v pivovarském provozu potřeba. Spotřeba vody se v pivovarském provozu v současné době pohybuje v rozmezí 0,4 až 1,0 m3 na 1 hl, přičemž s vyšším výstavem piva spotřeba vody klesá. Na spotřebu vody jsou nejnáročnější provozy varna vč. chlazení mladiny (24 %), stáčírna piva do lahví (16 %) a sanitace podlah (16 %). Zdroje pivovarské vody jsou buď povrchové (říční voda apod.) nebo podzemní (studny, vrty) či je využíváno, zejména u minipivovarů, obecního vodovodu. Následně je voda podle okolností vhodným postupem upravena a dále skladována ve vodojemu.

## Druhy pivovarských vod
Pro určité typy piv jsou známa charakteristická složení vody, což umožňuje při výrobě těchto typů piv vodu na úrovni makroprvků vhodně technologicky upravit. Voda dále obsahuje další látky, ať už stopové prvky, rozpuštěné plyny apod., které i nadále zůstávají vysoce specifickým charakterem vody v dané lokalitě a mohou se podílet i na výsledné chuti piva.
Charakter některých druhů pivovarských vod:
- Plzeňská voda – měkká voda vhodná pro silně chmelená spodně kvašená piva.
- Mnichovská voda – střední až tvrdá voda s nízkým obsahem síranů a chloridů.
- Dortmundská voda – velmi tvrdá voda s poměrně vysokým obsahem chloridů.
- Vídeňská voda – velmi tvrdá voda pro piva na pomezí světlých a tmavých.
- Burton[7] voda – velmi tvrdá voda pro výrobu svrchně kvašených, silně chmelených piv typu ALE.

## Ukazatele varní vody

### Tvrdost vody
Tvrdost vody je jedním ze základních kritérií pro určení vhodnosti dané vody pro konkrétní technologické využití. V českých zemích bylo až donedávna k vyjádření tvrdosti vody běžně užíváno německých stupňů. Dnes se tvrdost vyjadřuje jako součet celkového vápníku a hořčíku vyjádřený v mmol/l. Z hlediska stability a pivovarské technologie se rozeznává:
- Uhličitanová (karbonátová, dříve uváděna jako přechodná) tvrdost vody je tvořená hydrogenuhličitanem vápenatým a hořečnatým, které se během chmelovaru mění na víceméně nerozpustné uhličitany.
- Neuhličitanová (nekarbonátová, dříve uváděna jako stálá) tvrdost vody je tvořena vápenatými a hořečnatými solemi především sírové, chlorovodíkové a dalších kyselin, které se varem nemění.

### Alkalita vody
Jedná se o jedno z klíčových kritérií pivovarské vody. Sleduje se v podobě tzv. zbytkové alkality (KNKR), což je rozdíl mezi alkalitou celkovou (KNK) tj. látkovým množstvím silné jednosytné zásady potřebným k dosažení určitého pH u 1 litru vody a alkalitou vyrovnanou (KNKV), tj. což je součet obsahu vápenatých solí dělený faktorem 3,5 a hořečnatých solí dělených faktorem 7,0. Alkalita se udává v mmol.
Vztah mezi tvrdostí vody a její alkalitou definoval v roce 1941 Kolbach následovně:
KNKR = KNK − KNKV = Tuhl − (TCa/3,5)+(TMg/7) = Tuhl − (TCa + 0,5 TMg/3,5)
kde Tuhl je tzv. karbonátová tvrdost vyjádřená množstvím CaCO3 v mg kg−1, TCa je tzv. vápníková tvrdost vyjádřená množstvím CaCO3 v mg kg−1 a TMg je tzv. hořčíková tvrdost vyjádřená množstvím MgCO3 v mg kg−1.
Výsledné pH 12% mladiny lze vypočítat ze vztahu
pH = pHK + f . KNKR
kde pHK je pH referenční sladiny připravené z destilované vody a f je přepočítací faktor.
Pro pivovarskou vodu tedy platí, že čím nižší je zbytková alkalita vody, tedy nižší pH, tím je voda technologicky vhodnější.

### Acidobazické účinky solí varní vody
Jedná se o procesy probíhající především při rmutování, kdy reagují disociované ionty fosforu pocházející ze sladu:
- dihydrogenfosforečnany (H2PO4−) mající kyselou reakci,
- hydrogenfosforečnany (HPO42−) mající slabě alkalickou reakci,
- fosforečnany (PO43−) mající alkalickou reakci

s ionty solí rozpuštěnými ve vodě, které
- snižují kyselost: Ca(HCO3)2, Mg(HCO3)2, NaHCO3, Na2CO3;
- zvyšují kyselost: CaSO4, MgSO4, CaCl2, MgCl2;
- jsou neutrální: Na2SO4, K2SO4, NaCl, KCl, NaNO3, KNO3.

V důsledku vzájemných reakcí uvedených iontů za tepla vzniká výsledné pH rmutů a mladiny.

### Technologický význam některých iontů a složek vody
- Vápenné ionty Ca2+: dopad na barvu sladiny, stimulace enzymů při rmutování.
- Hořečnaté ionty Mg2+: význam pro enzymatickou činnost kvasinek, nadměrné množství MgSO4 může mít negativní dopad na chuť piva.
- Ionty alkalických kovů, především Na+ a K+: dopad na pH rmutu, draslík je dále důležitý v metabolismu kvasinek, ale může být i inhibitorem některých enzymů při rmutování,
- Ionty železa Fe2+ a Fe3+: v nižších koncentracích (pod 0,1 mg l−1) má pozitivní dopad na metabolismus kvasinek, avšak v koncentracích nad 0,2 mg l−1 způsobuje zhoršení kvality sladu (tmavší barva), zpomalení enzymatické činnosti při rmutování, způsobuje přibarvení sladiny, mladiny i pivní pěny, snižuje plnost a charakter hořkosti piva.
- Manganové ionty Mn2+: pozitivní dopad na enzymatickou činnost kvasinek i při sladování, při vyšších koncentracích jsou však obdobně negativní dopady jako u železa.
- Ionty mědi Cu2+, hliníku Al3+, cínu Sn2+ a olova Pb2+: jsou především silně toxické pro kvasinky a mohou mít i negativní dopad na fyzikálně-chemickou a senzorickou stabilitu piva. Do technologického procesu mohou vstoupit z použitých zařízení, zejména se zahřívaným povrchem či jako rezidua herbicidů při ochraně chmele.
- Ionty zinku Zn2+: klíčový pozitivní význam při činnosti kvasinek (růstový faktor), ovšem při koncentracích nad 0,6 mg l−1 je účinek na kvasinky již toxický a navíc se zhoršuje i fyzikálně-chemická stabilita piva.
- Amonné ionty NH4+: indikátor organické kontaminace vody.
- Síranové ionty SO42−: pozitivní význam při činnosti kvasinek, vzniká SO2, který má pozitivní dopad na senzorickou stabilitu piva, pozitivní význam je i na enzymatickou činnost při rmutování
- Chloridové ionty Cl−: pozitivní význam na sladové amylázy, zvýšení plnosti chuti, při vysokých koncentracích může zpomalovat kvašení, zhoršovat flokulaci kvasnic a způsobovat slanou a drsnou chuť piva.
- Dusitanové ionty NO2−: indikátor organického znečištění a mikrobiální činnosti, pro kvasinky jsou toxické, po reakci s polyfenoly mohou ovlivnit barvu piva a způsobit fenolovou příchuť.
- Dusičnanové ionty NO3−: samy o sobě nemají na technologii a kvalitu piva dopad, ovšem mohou být v rámci technologických procesů redukovány na negativně působící dusitany.
- Fosforečnanové ionty: výše popsaný dopad na pH.
- Křemičitany: při koncentracích na 40 mg l−1 může docházet ke zpomalení kvašení, tvorbě zákalu a k nestabilitě peptidů v pivu. Rovněž tvoří tzv. pivní kámen.
- Fluoridy: na výrobní technologii nemají prakticky žádný dopad, pouze v koncentracích nad 1 mg l−1 zvyšují barvu piva.
- Oxid uhličitý CO2: v roztoku se podílí na zachování uhličitanů, ve vyšších koncentracích působí korozi zařízení.
- Kyslík O2: může mít korozivní účinky, vyšší koncentrace mohou mít negativní dopad na koloidní a senzorickou stabilitu piva.
- Volný chlor Cl: může způsobovat typickou příchuť, především v důsledku reakcí s fenoly a negativní dopad na činnost kvasinek.
- Sulfan: negativní korozivní účinky.
- Humidové látky: negativní barevné změny i chuťové dopady.
- Chlorované uhlovodíky: obsah těchto látek, zejména v důsledku kontaminace povrchových vod, je pro pivovarskou technologii zcela nepřípustný.
- Fenoly: nepříjemné pachy.

## Úprava varní vody
Úprava pivovarské vody se dle stupně znečistění provádí prostřednictvím:
- odstranění suspendovaných látek,
- odstraněním čí snížením obsahu nežádoucích látek,
- odstraněním mikrobiální kontaminace.

Technicky lze tyto operace rozdělit na:
- mechanické postupy,
- fyzikální postupy,
- chemické postupy,
- biologické postupy.

V praxi se nejčastěji jedná o následující operace:
- Odstranění pevných částic: jedná se o zachycení velkých části na sítech (u povrchových vod), dále pak o usazování větších a těžších kalících částic v usazovacích nádržích, chemické čiření za pomocí čiřidel (síran hlinitý, síran železitý, síran železnatý s chlorem a hlinitan sodný), které s hydrogenuhličitany ve vodě vytváří kladně nabité polyhydroxykomplexy, na něž se jemné kalící látky zachycují a následně jsou odstraněny během filtrace, zejména prostřednictvím pískových filtrů.
- Odželezňování: při aeraci (provzdušnění) reagují sloučeniny železa s kyslíkem za vzniku hydroxidu železitého tvořícího zákal, který je následně odfiltrován.
- Odmanganování: k odstranění se používají silné oxidační prostředky (ozon, chlor, manganistan draselný), které mangan vysráží v podobě nerozpustných hydratovaných oxidů. Tyto jsou následně odfiltrovány.
- Odstranění dusičnanů: provádí se pomocí iontoměničů (částečná či úplná výměna iontů NO3− a SO42− či metodou Carix), reverzní osmózy, elektrodialýzy či prostřednictvím semipermeabilních membrán.
- Odstranění křemičitanů: srážením pomocí chloridu železitého a síranu hlinitého s následnou filtrací.
- Dekarbonizace vody: jedná se o odstranění agresivního oxidu uhličitého (z důvodu snížení rizika koroze), hydrogenuhličitanu vápenatého a hydrogenuhličitanu hořečnatého provětráním, zahříváním, přídavkem vápenné vody či mléka nebo filtrací přes mramorové filtry.
- Úprava pH vody: provádí se přídavkem kyseliny sírové, chlorovodíkové, mléčné či fosforečné. V pivovarské praxi se však pH vody upravuje spíše až korekcí při vlastním rmutování pomocí chloridu vápenatého či síranu vápenatého.
- Deaerace (odvzdušnění) vody: provádí se u vody používané k naředění vysokokoncentrovaných várek, při výrobě nízko a nealkoholických piv, pro vystírku sladu, naplavování filtru křemelinou či obecně tam, kde je požadováno snížení možnosti oxidačních reakcí. Provádí se zahříváním, vakuovým odparem, pomocí semipermeabilních membrán či stripováním (odvětráním) oxidem uhličitým, dusíkem či vodní parou.
- Sterilizace vody: lze provádět chlorací vody, která má své významné nevýhody, avšak i tak je hojně užívána[13], ozonizací, ozařování UV paprsky či oligodynamickým působením iontů stříbra.
- Dezodorace: filtrace přes aktivní uhlí.
- Odbarvení: filtrace přes aktivní uhlí.

Konkrétní operace se vždy volí s ohledem na konkrétní parametry surové vody a zamýšlený účel využití (varní voda, pomocný provoz apod.) s přihlédnutím ke specifickým požadavkům (výroba určitého druhu piva, specifický technologický postup apod.).

## Odpadní vody
Úprava odpadních vod je řešena zejména u velkých pivovarů vlastní čistírnou odpadních vod, u menších pivovarů či minipivovarů je úprava odpadních vod řešena připojením na obecní kanalizaci a čističku. U odpadních pivovarských vod, kterých je produkováno dle okolností cca 0,1 až 0,7 m3 na 1 hl piva, jsou sledovány následující parametry:
- pH,
- BSK5 – vyjadřuje biologickou spotřebu kyslíku za 5 dní,
- CHSK – chemická spotřeba kyslíku, představuje míru veškerého organického znečištění,
- TOC – celkový organický uhlík, tj. obsah veškerý organických látek oxidovaných na CO2.

Smyslem úpravy odpadních vod je snížení hodnoty BSK5 z výchozích 1500 až 2000 mg l−1 pod 20–25 mg l−1 a pod 100 mg−1 CHSK.
Postupy úpravy odpadních vod:
- mechanické: síta, česle, lapáky písku a tuků, filtry, flotace, sedimentační jímky,
- chemické: čiření vápenným mlékem či chloridem železitým s následnou filtrací, adsorpcí, sedimentací, flotací apod.,
- fyzikálně-chemické: využívají se v případě specifických znečištění vody jako vysoký obsah dusitanů, těžkých kovů, fenolů – využívají se speciální postupy jako měniče iontů, ultrafiltrační techniky, elektrodialýzy apod.,
- biologické: aerobní s provzdušňováním za tvorby biomasy (biokal), anaerobní za vzniku bioplynu či kombinované.